# معركة وادي آش

إمارة غرناطة وتظهر الأراضي المفقودة بين عامي 1292 و1462. يقع وادي آش إلى الشرق من مدينة غرناطة

معركة وادي آش كانت اشتباكًا بين القوات القشتالية والقوات الغرناطية في وادي آش، في إمارة غرناطة في يناير 1362. هُزم القشتاليين على يد قوات أمير غرناطة أبو عبد الله محمد السادس.

## خلفية
خُلع أبو عبد الله محمد الخامس عام 1359، لكنه هرب إلى وادي آش، ومن هناك إلى المغرب حيث دخل في حماية أبو سالم المريني.  تولى شقيقه الأصغر إسماعيل الثاني السلطة، لكنه اغتيل بعد بضعة أشهر وتولى العرش من بعده محمد السادس. بعد فترة وجيزة من توليه السلطة، خسر محمد السادس معركة ضد قوة مسيحية في وادي آش.  في صيف عام 1361، دعم أبو سالم والملك بيدرو ملك قشتالة محمد الخامس في محاولة لاستعادة عرشه.  وفي ديسمبر 1361، استولى جيش قشتالي قوامه 6000 رجل على عدد من البلدات في غرناطة. 

## المعركة
في يناير 1362، هاجمت قوة قوامها حوالي 2600 قشتالي قوة قوامها 4600 مسلم في وادي آش.  كان لدى القشتاليين حوالي 1000 من سلاح الفرسان و2000 جندي مشاة.  كان يقودهم دييغو غارسيا دي باديلا، سيد فرسان قلعة رباح.
عندما وصلوا إلى الوادي، لم يرَ المسيحيون أي علامة لقوة المسلمين، وانقسموا إلى فرقتين. بقيت أحداهما في تشكيلة المعركة بجانب نهر صغير، بينما سارت الأخرى نحو الحما. من جانب آخر أعد المسلمون ستمائة من سلاح الفرسان وأربعة آلاف جندي مشاة سراً إلى وادي آش لتعزيز حامية المدينة. عندما ظهرت مفرزة القشتاليين المرسلة إلى الحما، هاجمها المسلمون، لكنهم في البداية أظهروا فقط جزءًا من قواتهم. وخرجت قوات أخرى من الوادي دون أن يراها أحد، مختبئة بين التحوطات والحدائق. 
دارت حمى المعركة على جسر بين الجيشين. عبر الغرناطيون هذا الجسر، لكن تم صدهم بعنف. طاردهم حوالي 200 من سلاح الفرسان القشتاليين، ووجدوا أنفسهم محاصرين من قبل المشاة الذين خرجوا من المدينة، وتم صدهم بدورهم.  لم يدكر القشتاليون حجم قوة المسلمين، لذا تركوا الجسر دون حامية، معتقدين أنهم يستطيعون التخلص بسهولة من أي قوة تعبره. 
أستولى المسلمون على الجسر، مما أصاب القشتاليين بالذعر وبدئوا بالفرار. حاول سلاح الفرسان القشتالي تغطية الانسحاب، لكن كان عددهم قليلًا جدًا ليحدثوا أي فارق. أصيب باديلا في ذراعه وتم أسره مع ثمانية من الفرسان. عاد إنريكي إنريكيز إلى الحدود مع ما تبقى من جيشه الصغير.  هُزم القشتاليون بشكل حاسم. توفي قائد قوة فرسان سانتياغو، دييغو فرنانديز دي جيان. 

## النتائج
أطلق محمد السادس سراح دييغو غارسيا دي باديلا والفرسان الثمانية الآخرين في كالاترافا بعد فترة وجيزة من المعركة.  على الرغم من النصر غير المتوقع، شعر محمد السادس بالقلق من أن نتيجة الهزيمة ستجعل بيدرو ملك قشتالة مصممًا على الانتقام، وأن الفرسان المسيحيين من البلدان الأخرى سوف يجذبهم احتمال المجد والغنيمة وتخلى عنه حليفه بيدرو الرابع ملك أراغون وأرسل 400 رمح لمساعدة قشتالة.  سعى محمد السادس إلى السلام مع ملك قشتالة، الذي قتله في أبريل 1362.  استعاد محمد الخامس السيطرة على غرناطة عام 1362. حافظ على تحالفه مع قشتالة، وساعده في حربه ضد أراغون. 